# ITV Yorkshire
ITV Yorkshire (anciennement Yorkshire Television) est une chaîne de télévision britannique commerciale du groupe ITV.

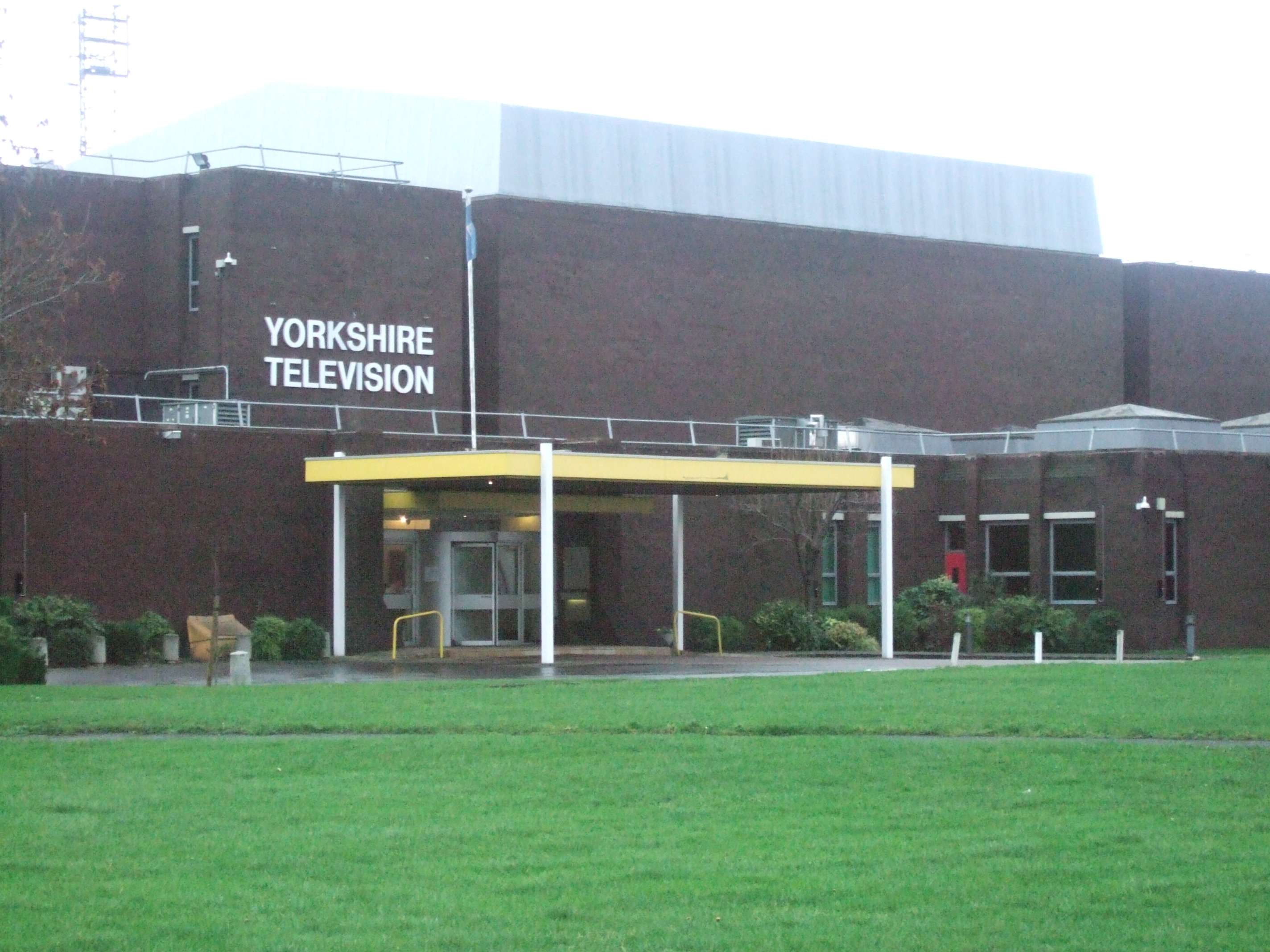
Le quartier général de Yorkshire Television (The Leeds Studios)